# Систематика (біологія)
Система́тика (від дав.-гр. ἡ συστηματική — упорядковання) — біологічна наука про розмаїття живих організмів, завданням якої є опис і упорядковування різноманітних існуючих і вимерлих видів, їх розподіл, (класифікація) на певні систематичні групи (таксони) та опрацювання природної системи органічного світу.
Термін було запропоновано Карлом Ліннеєм.
Синонімом або складовою частиною систематики вважають біологічну класифікацію.
Умовно складається із 3 основних розділів:
- систематика тварин
- систематика рослин
- систематика прокаріотів

Відповідно до завдань, що стоять перед систематикою, у її складів виділяють зокрема такі дисципліни:
- Таксономія — наука про об'єднання живих істот у групи на основі аналізу притаманних їм ознак. Фактично, основною задачею таксономії є групування організмів. Це робиться з допомогою будування зручної системи класифікації організмів, та філогенетики, що займається з'ясуванням їх зв'язків. В систематиці також виділяють діагностику, що опрацьовує питання опису усіх існуючих видів на всіх стадіях розвитку, раціональні норми й вимоги до опису ознак певних таксонів, а також до складання таблиць для їхнього визначення. Разом з тим саме таксономію іноді називають систематикою, проте, як така, вона є лише частиною власне систематики.

- Біологічна номенклатура — система правил найменування живих організмів, що розробляє кодекс міжнародних правил раціонального найменування видів та інших таксонометричних категорій, визначає принципи для створення універсальної системи наукових назв організмів, упорядкування питань синоніміки тощо. Для зведення цих правил існують спеціальні номенклатурні кодекси. Основними в наш час є: «Міжнародний кодекс ботанічної номенклатури»(ICBN), причому номенклатура грибів історично відноситься саме до нього, «Міжнародний кодекс зоологічної номенклатури»(ICZN) та «Міжнародний кодекс номенклатури бактерій»(ICNB). Також існують «Міжнародний кодекс класифікації та номенклатури вірусів»(ICVCN) та «Міжнародний кодекс номенклатури культурних рослин»(ICNCP).

Сучасна систематика є синтетичною наукою, що розвивається у тісному зв'язку з еволюційною морфологією, екологією, біохімією, генетикою та біогеографією і використовує методи цих наук.
Систематика робить внесок в теоретичну та прикладну біологію, еволюційну теорію, охорону довкілля.